# Paranoia Agent
Paranoia Agent (妄想代理人 Mōsō Dairinin) är en japansk animerad TV-serie skapad av Satoshi Kon och producerad av Madhouse. Serien från 2004 producerades i 13 avsnitt. Det är en psykologisk thriller där verklighet blandas med fantasi.

## Handling
I serien får man först träffa Tsukiko Sagi som är en designer för leksaksdjur. Hon ligger bakom den stora succén, Maromi, som är en rosa hund. Efter sin stora succé har hon mycket press på sig. Alla vill att hon ska göra något lika stort igen.
En kväll går hon hem och på vägen blir hon anfallen av en man som slår henne medvetslös. 
I serien följer man mest två utredare, Keiichi Ikari och Mitsuhiro Maniwa. I början av förhöret med Tsukiko misstänker de att allting bara är en bluff, att hon hittat på allt. Men snart sker ytterligare fyra överfall. Dessutom beskriver alla offer förövaren likadant. Han är ett barn, förmodligen i sjätte eller sjunde klass. Han åker med gyllene rullskridskor, har på sig en basebollkeps och vapnet är ett böjt basebollträ som skiner av guld.
Så föds legenden om Lil' Slugger.

## Produktionen
Serien skrevs av regissören Satoshi Kon, som hade manushjälp av Seishi Minakami (7 avsnitt) och Tomomi Yoshino (2 avsnitt).. För tre av avsnitten hade Kon regihjälp av Takuji Endo.